# Kaneyoshi

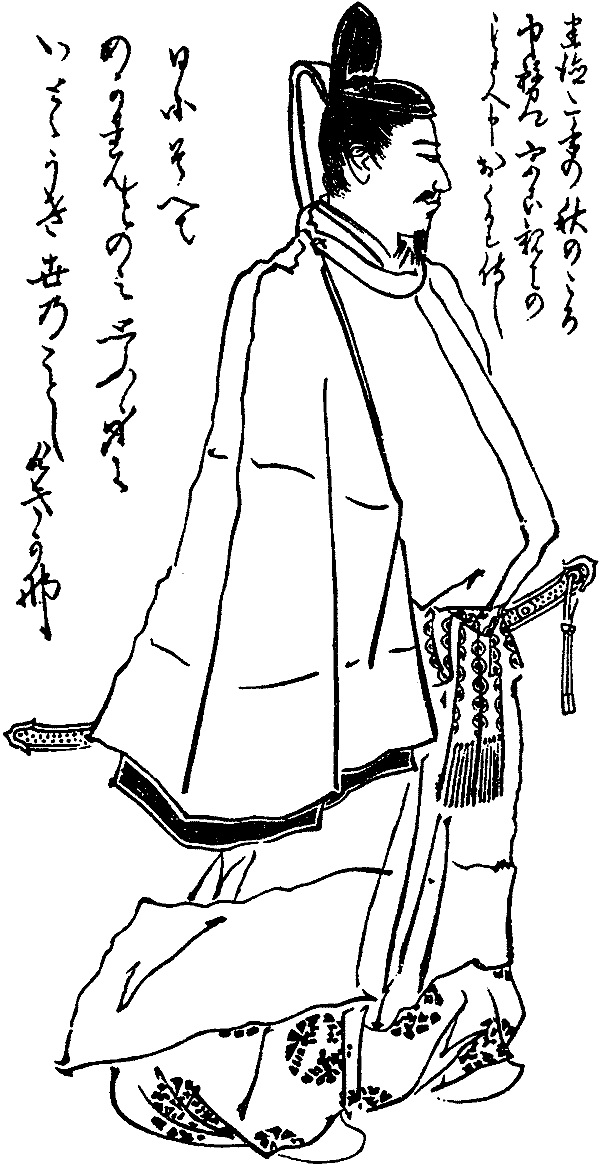
Prinz Kaneyoshi

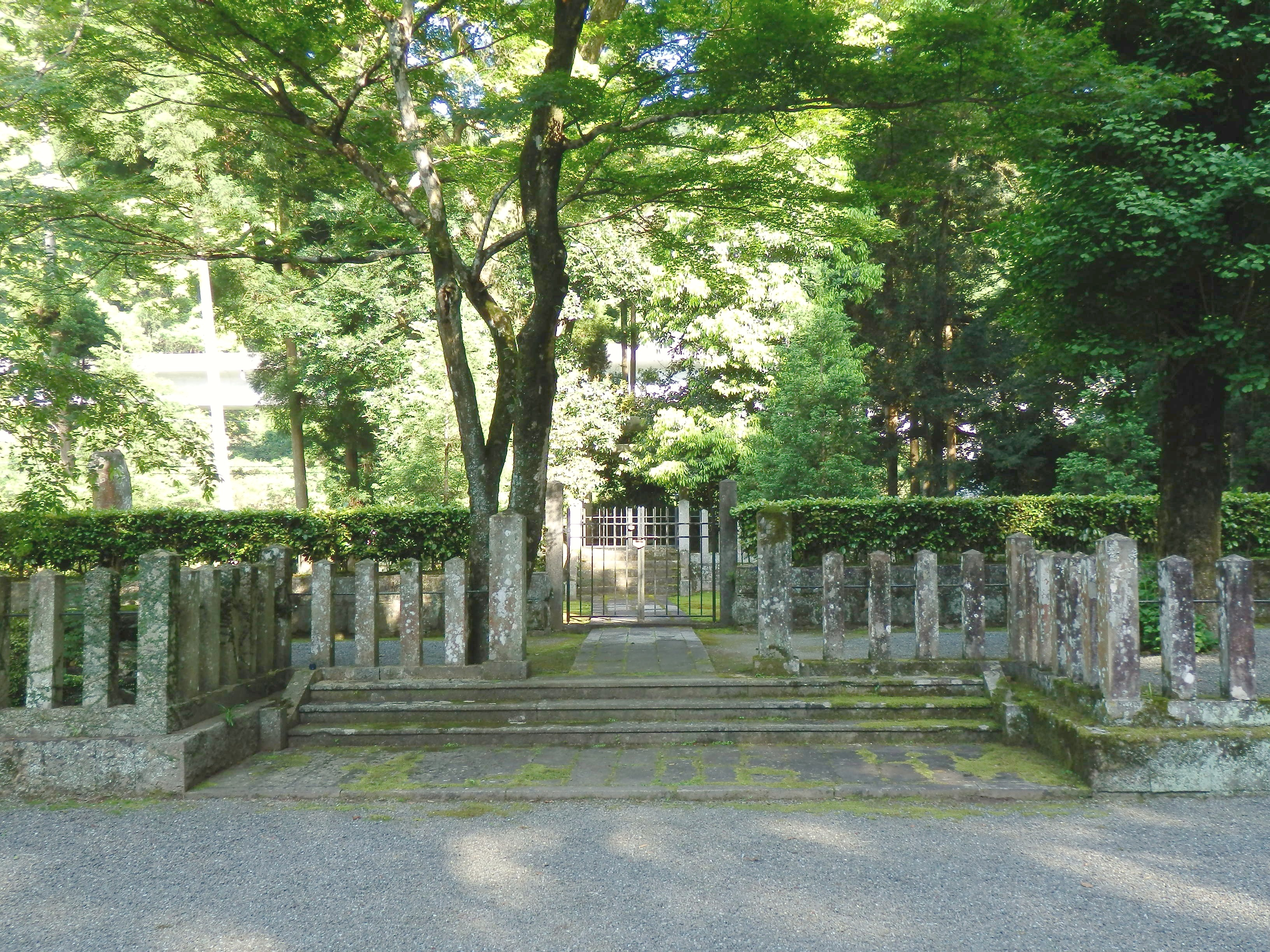
Kaneyoshis Grab in Yatsushiro

Prinz Kaneyoshi (japanisch 懐良 親王, Kaneyoshi Shinnō, auch Kanenaga Shinnō gelesen; geboren 1329? in Kyōto; gestorben 30. April 1383 in Yabe, Provinz Chikugo) war ein japanischer Feldherr.

## Leben und Wirken
Prinz Kaneyoshi war Sohn des Kaisers Godaigo in der „Zeit der Nord- und Südhöfe“. Er kämpfte nach dem Fehlschlag der Kemmu-Restauration für seinen Vater. Die Wiederherstellung der kaiserlichen Macht, die Go-Daigo angestrebt hatte, schlug fehl, weil einer seiner Generäle, Ashikaga Takauji (1305–1358), dagegen revoltierte.
Im Jahr 1336 setzte Takauchi einen Gegenkaiser ein, worauf Go-Daigo Kyōto verließ und den „Südhof“ in Yoshino begründete. 1338 wurde der junge kaiserliche Prinz nach Kyūshū entsandt, um die Streitkräfte des Südhofes zu kommandieren. Er marschierte mit Yorimoto Gojo (五条 頼元; 1290–1376) und anderen Richtung Süden, wobei sie zuerst die Insel Kutsuna (忽那島) in der Provinz Iyo auf Shikoku anliefen und dort etwa drei Jahre blieben. Im Jahr 1342 landete er in der Provinz Satsuma auf Kyūshū, musste sich aber unter den Schutz von Kikuchi Takemitsu (菊池 武光; 1319–1373) in die Provinz Higo begeben. Er machte dann aber die Provinz zu seinem Stützpunkt für die Verwaltung von Kyūshū und begann sofort mit der Eroberung der Provinz Chikugo. Im Jahr 1361 besetzte er Dazaifu und eröffnete damit die Blütezeit des Südhofs in Kyūshū, dessen größten Teil er nun kontrollierte. Seine Residenz wurde „Seiseishōgun no Miya“ (征西将軍宮) oder „Chinzei no Miya“ (鎮西宮) genannt.
Takauchi entsandte General Imagawa Sadayo (1326–1420), um Kaneyoshi zu vertreiben. Dieser wurde besiegt und zog sich nach Yabe in der Provinz Chikugo zurück. Dort soll dort im Alter von 50 Jahren gestorben sein. Als Kind hatte er Kyōto verlassen, er kehrte nie wieder nach Kyōto zurück.